# 해송로

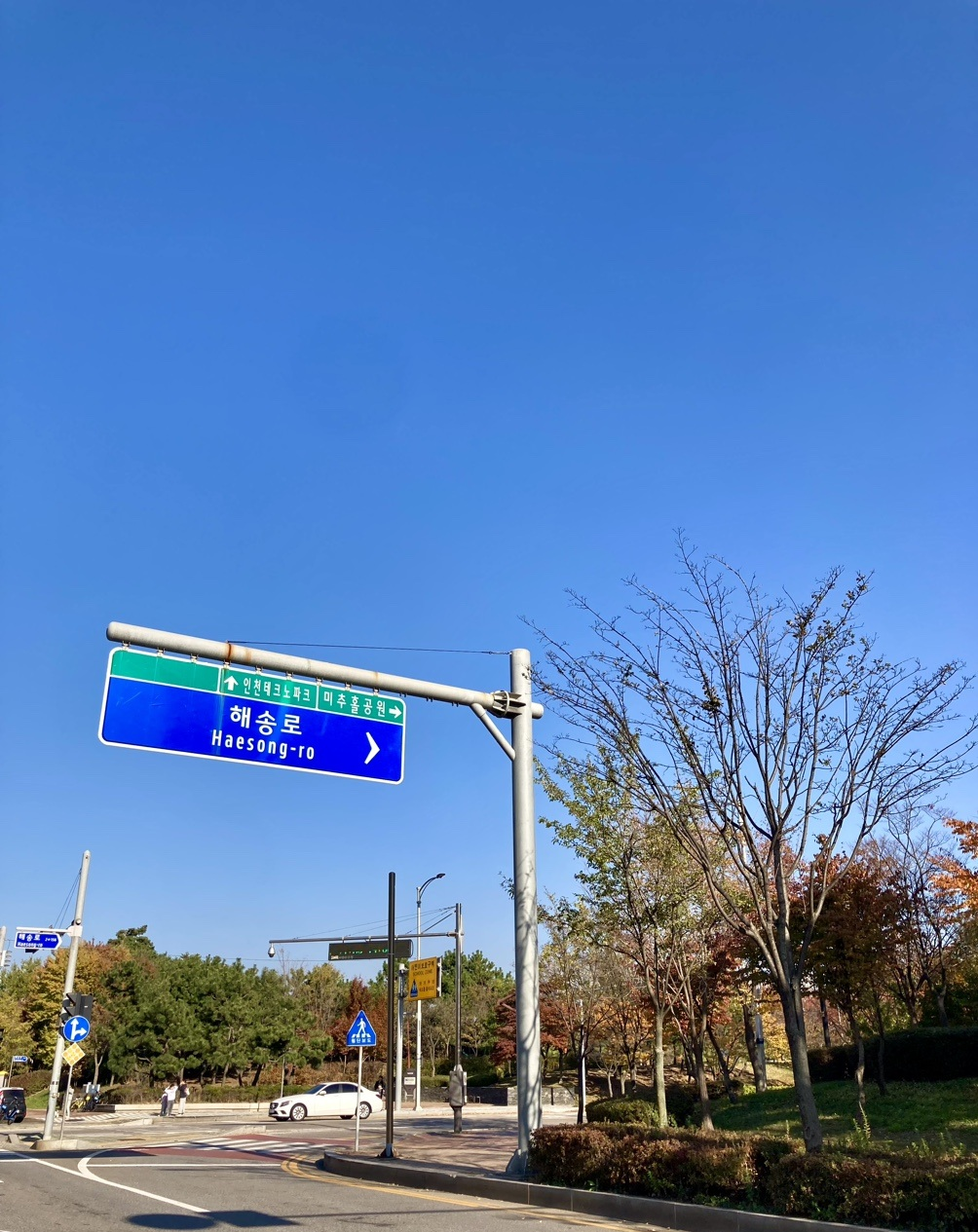
해송로 표지판

해송로는 인천광역시 연수구에 있는 도로이다. 송도동 47을 기점으로 송도동 9-45를 종점으로 하는 1,589m(1.58km)의 길이의 도로이다.

## 개요
해송로는 인천경제자유구역(IEFZ) 송도에 2007년도에 준공된 인천해송초등학교, 인천해송중학교, 인천해송고등학교 설립 하에 연결된 도로라 볼 수 있다. 
해송은 푸른바다의 꿈과 미래로 나아간다는 의미가 담겨 있다. 이외 칼빈매니토바국제학교, 송도동성당, 송도웰카운티2단지, 미추홀공원, 등도 연계되어 있다. 하모니로와 연결되어 있으며, 인천타워대로54번길과 연결되어 있다.

## 가지도로
해송로30번길이 존재한다. 송도웰카운티4단지와 송도웰카운티 3단지 사잇길이다.

## 연결도로
- 하모니로
- 인천타워대로 : 인천타워대로54번길 연계